# Zvoriștea
Zvoriştea est une commune roumaine du județ de Suceava.
Cette commune est composée de huit villages : Buda, Dealu, Poiana, Slobozia, Stânca, Stâncuţa, Şerbăneşti et Zvoriştea.
Une petite rivière communément appelée "Paraul", a déjà fait de sérieux dégâts dans le village en détruisant notamment un pont de la DN 29A.